# Pasijon
Pasijon (iz latinske besede passio - »trpljenje«) je v zahodni krščanski liturgiji popis Jezusovega trpljenja in smrti v 4 evangelijih, ki se bere ali igra v tednu pred veliko nočjo. Razlikovati je treba med versko igro, kakršne so bile v preteklosti npr. Škofjeloški in Kapelski pasijon in vsakoletnim mašnim branjem evangeljskega odlomka. V širšem pomenu je to verska igra, v kateri je opisano življenje, trpljenje in delo osebe, ki je v določeni religiji sveta, božanska.

## Pasijoni v različnih religijah
Prirejali so jih že v starem Egiptu v 2. tisočletju pred našim štetjem, v njih so uprizarjali življenje in delo Ozirisa (egipčanski bog mrtvih). Kasneje so se pasijoni pojavili tudi v islamu, v njih je predstavljeno trpljenje preroka Huseina. Igrali so na 10. dan v mesecu muharana, ta dan imenujejo ašura in je njihov osrednji praznik v ritualnem letu. V krščanstvu pa predstavlja Kristusovo zgodbo.

## Razvoj pasijona v krščanstvu
Pasijon se je razvil iz liturgične drame, ene izmed zvrsti duhovne drame v 10. stoletju, ki jo genetično delimo v obredje in igro, oboje se je izvajalo v cerkvi. Od nje se konec 14. stoletja ločijo in preselijo iz cerkve poleg pasijona in pasijonske procesije še naslednje zvrsti: misterij, mirakel in moraliteta.
Obredja, to je bil kratek dialog v latinščini med angelom in Marijami, ki so našle prazen grob, so se razvila po letu 660 v Italiji, od tod so se razširila v Francijo in naprej v Španijo, Anglijo in Nemčijo ter naprej med Čehe in Poljake. Obredju ob grobu so se dodajale nove osebe in novi prizori, ki jih v evangelijih ni, vpeljali so narodni jezik in s tem je nastala velikonočna (liturgična) igra. Lahko je vsebovala tudi komične elemente (pomanjkljivo oblečeni igralci, prenajedanje pri podobi zadnje večerje, nagajanje gledalcem). 
Obredje je bilo najprej del maše, kasneje se je prestavilo na jutranjice pred mašo, med 13. in 15. stoletjem pa se je liturgična drama iz cerkve postopoma preselila pred cerkveni vhod. Peta beseda se je začela umikati govorjeni besedi v narodnem jeziku. 
Igre so postale množične, povečalo se je število gledalcev kakor tudi nastopajočih, katerih je bilo lahko celo od 100 do 200 in tako so se razvile pasijonske procesije, ki so se prirejale od 15. stoletja dalje, največ jih je bilo uprizorjenih v 17. in 18. stoletju. Igra se je preselila na več prizorišč (na mestni trg, pred pomembnejše hiše), latinščina se je umaknila, niso je več prirejali člani samostanskega predstojništva, ampak rokodelski cehi in posebne združbe laikov. Žensk sprva ni bilo med igralkami, njihove vloge so igrali mladeniči.

## Pasijoni po Evropi
Z razvojem so pasijoni postajali vse daljši in vase sprejeli vse več svetopisemskih zgodb. Podoba Paradiž je v različicah po Evropi znana že od 12. stoletja, po vsem habsburškem svetu pa od 16. stoletja dalje. Vsebuje dialog med dvema alegoričnima »božjima hčerama«: razprava med Pravico, ki zahteva kazen za Adamov in Evin greh, in Usmiljenjem, ki prosi za odpuščanje. Jezus naj bi s svojim trpljenjem in  smrtjo na križu svet odrešil posledic tega izvirnega greha.  

### Francija in Anglija
Skoraj vsako mesto v Franciji je imelo svoj pasijon, razlikovali so se po izbiri dogodkov, zasnovi in dolžini. Ohranjeni so večinoma v rokopisih, lahko so trajali 4 dni in imeli okoli 30.000 verzov. Nekateri pa so trajali tudi do 6 dni in šteli več kot 70.000 verzov, Petit de Juleville je take pasijone označil za »ogromne dramske enciklopedije katoliške vere«. 
Eden izmed francoskih pasijonov iz Valenciennesa (1547) vsebuje kolorirano risbo, ki predstavlja prizorišče pasijona. Risba je pomembna zato, ker po njej vemo, kako so potekale ta in njej podobne predstave. Igrali so na vozovih. 
V Angliji so pasijone igrali med postanki pred hišami mestnih veljakov in sceno vozili na vozovih ali pa so jih igrali na posebej postavljenih odrih vzdolž procesijske poti, odrov je bilo tudi do 40. 

### Nemčija
Prva med njimi je Dunajska velikonočna igra konec 14. stoletja.
Zvrst se je razvila v treh razvojnih stopnjah.
1. Nema procesija z zgolj živimi slikami.
2. Procesija z razlagalcem prizorov.
3. Procesija s pravimi dramatskimi prizori – v tej stopnji je izhodišče dramatskega razvoja.

V primerjavi s francoskimi so imeli nemški pasijoni manj nastopajočih oseb, trajale so kak dan manj. Najbolj znana kraja, v katerih se je ohranil pasijon, sta Erl na Tirolskem in Oberammergau na Bavarskem. V slednjem z manjšimi prekinitvami od 1662 do danes pasijon uprizarjajo vsakih 10 let. Pasijon so začeli uprizarjati kot zaobljubo ob strašni kugi, ki je grozila uničiti vas. Ta svetovno znani pasijon si je leta 1970 ogledalo pol milijona gledalcev z vsega sveta.

### Slovanske dežele
Češke in nemške pasijonske igre so vplivale na razvoj liturgične drame na Poljskem, vendar ni ohranjenega nobenega rokopisa. Praški pasijoni kažejo vidne povezave s procesijami v Ljubljani in Škofji Loki, v vseh treh primerih so v ozadju in ključnih vlogah bratovščine in kapucini teh treh mest. Zaradi pasijonskih iger velja 14. stoletje za zlato dobo češke srednjeveške drame. Husitske vojne so ta razvoj ustavile. Pasijonske igre so bile uprizarjane podobno kot na zahodu na simultanih prizoriščih. Iz dram se umika humor.

#### Pasijon na Slovenskem
V Ljubljani se je po kužni epidemiji 1598 in 1599 ustanovila bratovščina Odrešenika sveta, ki se je zaobljubila, da bo vsako leto pripravljala procesijo. Viri navajajo, da se je pasijon prvič uprizoril 1617, mogoče že prej, na predlog škofa Tomaža Hrena, igrani so bili v latinskem in nemškem jeziku.
Več je znanega o pasijonih v drugi polovici 17. stoletja. 6. februarja 1670 je osem dijakov jezuitske gimnazije v Ljubljani uprizorilo Igro o paradižu, ki se ni ohranila, je pa podobno kot stare nemške igre govorila o padcu Adama in Eve ter o njunem izgonu iz raja. Igrali so v slovenščini, da so jih ljudje razumeli in da so sami kaj zaslužili, nastopali so po gostilnah in kmečkih hišah. Valvasor poroča, da so ljubljanski jezuitje prirejali na veliki četrtek proti večeru po ljubljanskih ulicah spokorno procesijo, v kateri so v živih slikah kazali Kristusovo trpljenje. Procesiji so sledili spokorniki, ki so se bičali in taki, ki so nosili križe. 
V Slavi Vojvodine Kranjske je omenjen pasijon iz leta 1657, ko naj bi kmet iz okolice Ljubljane, ki naj bi si v mestni gostilni ogledal to predstavo, prosil enega od dijakov, naj preoblečen v hudiča prestraši njegovo ženo, da bi  nehala piti. Menda mu je uspelo.
Jezuitske procesije so nekaj let kasneje zasenčile kapucinske procesije. 
Svoj pasijon je imel tudi Kranj, Novo mesto, Tržič, Ruše, vendar je o njih manj znanega. Na Koroškem je med drugimi dramskimi igrami Andrej Šuster Drabósnjak napisal tudi dva pasijona in sicer Pasijon ali Komedija od celiga grenkiga terplenja ino smerti Jezusa Kristusa našiga ljubiga Gospoda in Marijin pasijon, ki je parafraza Kristusovega trpljenja, poudarjena pa je perspektiva Marijinega trpljenja.
V rokopisu ohranjeni pasijonski igri sta Kapelski in Škofjeloški pasijon. 

##### Škofjeloški pasijon
Pasijon je napisal kapucin Romuald, njegovo pravo ime je bilo Lovrenc Marušič in je bil doma iz Štandreža pri Gorici. Ve se, da je bilo piscev več. Rokopis ima letnico 1721.
V procesiji je bilo 13 podob v več kot 1000 verzih. Podobe so predstavljali na nosilih, ki jih je nosilo po 20 mož, igrali so otroci. Vmes so nekatere skupine tudi hodile ali jahale. 
Zadnjič so pasijonsko procesijo izvedli leta 1767, ponovno pa spet leta 1999.

## Zaton pasijonov
Pasijonske procesije so zaradi nekaterih skoraj nespodobnih prizorov, ki so vznemirili gledalce, skrajšali, opuščali so vse kar se ni nanašalo na Kristusovo trpljenje. Vzrok, da so jih ukinili, naj bi po mnenju nekaterih, ki se ukvarjajo z gledališko umetnostjo, bilo popivanje in razbrzdanost, vendar v kapucinskih arhivih ni o tem nobenega zapisa. Govorijo le o »skoraj nespodobnih prizorih« in raznih »neprikladnostih«.
V ljubljanskem pasijonu so božji grob nosili ugledni meščani, čez čas pa so se te nalege začeli sramovati, kar je mogoče eden izmed vzrokov, da so pasijone opuščali.
Pasijonov pa je bilo konec s terezijanskimi in jožefinskimi reformami, ki so ukinjale cerkvene pobožnosti in zapirale samostane.

## Glasba in slikarstvo
Prve recitacje so potekale v obliki slovesne recitacije evangelskega besedila po melodijskih obrazcih zahodnokrščanske liturgije. V 16. in 17. stoletju se je enoglasna recitacija menjavala z večglasnim zborovskim petjem. V baroku se je pasijon razvil v velike skladbe z zbori, arijami, reciativi, zlasti pri J. S. Bachu. Na Slovenskem se je z glasbenim pasijonom prvi spopadel I. Gallus (3 motetni pasijoni), za njim tudi S. Premrl, A. Mav, F. Kimovec, M. Tomc, J. Trošt.
V cerkvenem slikarstvu so motivi Jezusovega pasijona upodobljeni na številnih umetniških delih v sakralnih objektih (stenske poslikave, freske, oltarne slike). Največkrat v t. i. pasijonskih ciklih, na Slovenskem na primer v Crngrobu, Muljavi, Slovenj Gradcu, Hrastovljah ... Pasijon je pogosto upodobljen tudi v obliki križevega pota. 
- David Knowles, Dimitri Obolensky: Zgodovina Cerkve. 2, Srednji vek : (600-1500). Ljubljana: Družina, 1991.
- France Kotnik: Verske ljudske igre,   Narodopisje Slovencev II.  Ljubljana, 1952.
- Josef Lenzenweger: Zgodovina katoliške cerkve. Celje: Mohorjeva družba, 1999.
- Metod Benedikt: Kapucinski samostan s cerkvijo sv. Ane Škofja Loka. Celje: Celjska mohorjeva družba, 2008.
- Niko Kuret:  Duhovna drama.  Ljubljana: DZS (Literarni leksikon, 13), 1981.
- Oče Romuald: Škofjeloški pasijon : znanstvenokritična izdaja. Celje: Mohorjeva družba, 2009. Uredil Matija Ogrin.
- Pasija. Rečnik književnih termina. Beograd : Nolit, 1985.
- Pasijon. Splošni religijski leksikon. Ljubljana: Založba Modrijan, 2007.